# Art Goût Beauté
Art, Goût, Beauté est un magazine de luxe français, consacré à la mode vestimentaire. Fondé à Paris en 1920, il disparaît en 1937.

## Histoire du magazine

### Les succès d'Art, Goût, Bon ton(1920-1921)
Albert Godde-Bedin et Compagnie est une usine textile installée à Lyon. Cette société anonyme a été fondée en 1900 après la fusion entre les établissements Bedin, fabriquant entre autres de la mousseline de coton depuis la fin du XVIIIe siècle, et la maison Albert Godde installée à Tarare, réputée pour ses soieries ; elle lance de nouveaux produits comme par exemple le crêpe de chine. 
Albert Godde-Bedin SA (AGB) décide de fonder une revue luxueuse en septembre 1920 qui met en avant les productions textiles destinées à la haute couture. Il s'agit d'une plaquette mensuelle intitulée Les succès d'Art, Goût, Bon ton sous la direction artistique de Henri Rouit ; le gérant est Charles Goy, auteur de La Mode féminine à travers les âges également publié par AGB. Le nom de cette luxueuse publication qui raisonne comme une devise, décline l'acronyme de la société textile ; le « bon ton » en question rappelle ici une autre publication de mode, la Gazette du bon ton, fondée en 1912.
La publication se présente sous la forme de cahiers numérotés contenant des planches illustrées au moyen de la gravure et rehaussées au pochoir. La couverture comprend une vignette centrale en couleurs collée sur l'aplat. L'ensemble est relié par une fine cordelette de soie tressée. Travail éditorial exécuté avec finesse et d'une remarquable qualité graphique, pleinement dans l'époque des arts décoratifs, il va perdurer sous cette forme pendant dix ans.
En 1921, le titre devient Art, goût, bon ton : feuillets d'art de l'élégance féminine.

### Art, goût, beauté:  feuillets de l'élégance féminine(1921-1933)

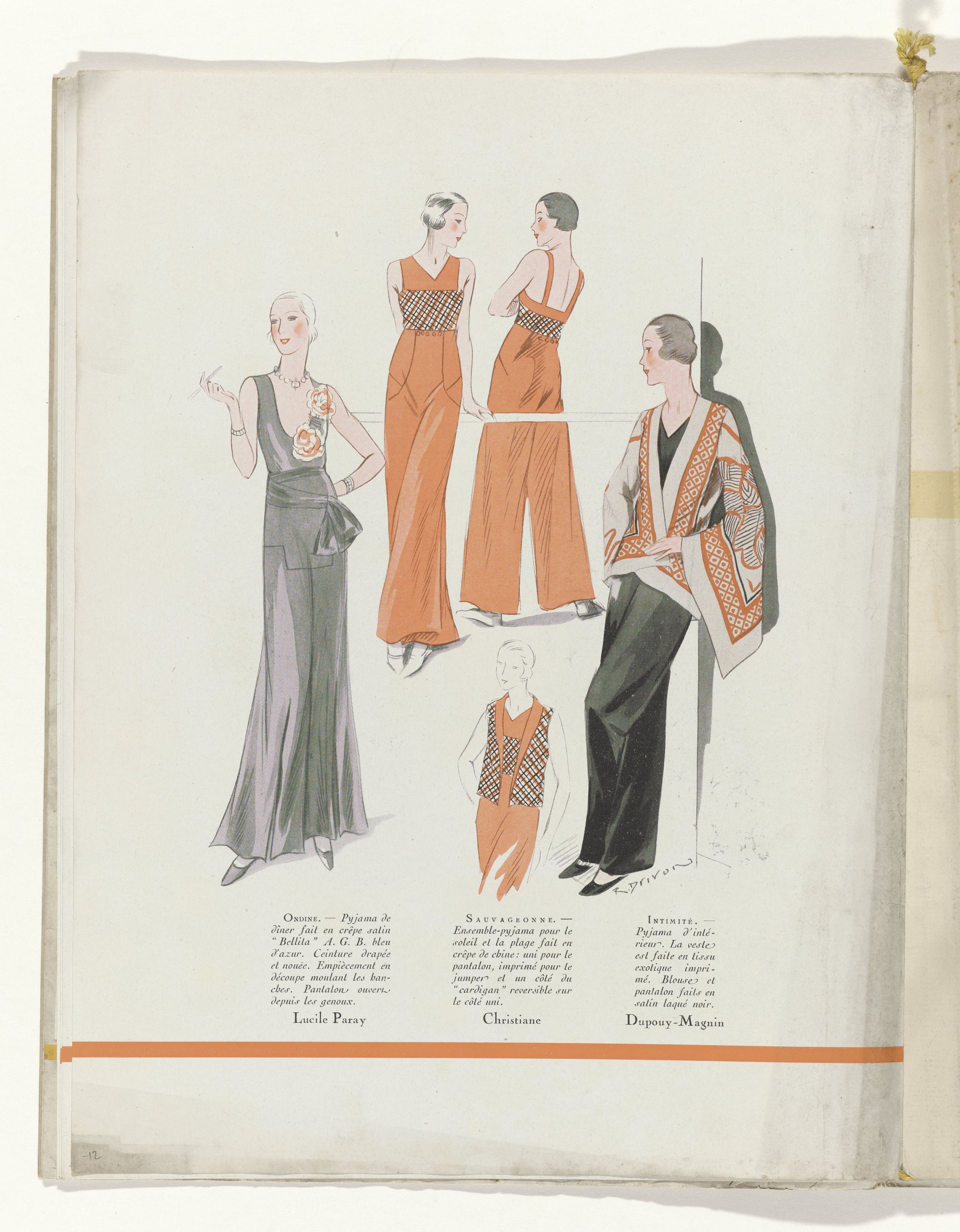
Art Goût Beauté (mai 1931) : « Feuillets de l'élégance féminine ».

En octobre 1921, pour le 13e numéro, le titre change à nouveau, Art, goût, beauté : feuillets de l'élégance féminine, puis simplement Art, goût, beauté, et reste sous cette forme jusqu'au 152e numéro, en avril 1933.
Les maisons de créateurs mises en avant sont celles de Jean Patou, Paul Poiret, Doucet, Redfern, Worth, Jeanne Lanvin, Beer, Jenny, etc..
Au mois de décembre 1928, la revue publie une édition de Noël spéciale pour fêter son centième numéro. A cette occasion, elle offre à ses lecteurs un panorama des acteurs de l'élégance française et sollicite 16 grands couturiers pour une dédicace, dont Drecoll, Jenny, Jeanne Lanvin, Paquin, etc.
Les graphistes convoqués sur des dessins parfois non signés sont, outre Charles Goy, Léon Benigni, Adrien Delovincourt, Robert Pollack. L'écrivaine Colette y donne des textes.
La photographie fait son apparition au début des années 1930, remplaçant les gravures.

### Voici la mode - AGB(1933-1937)

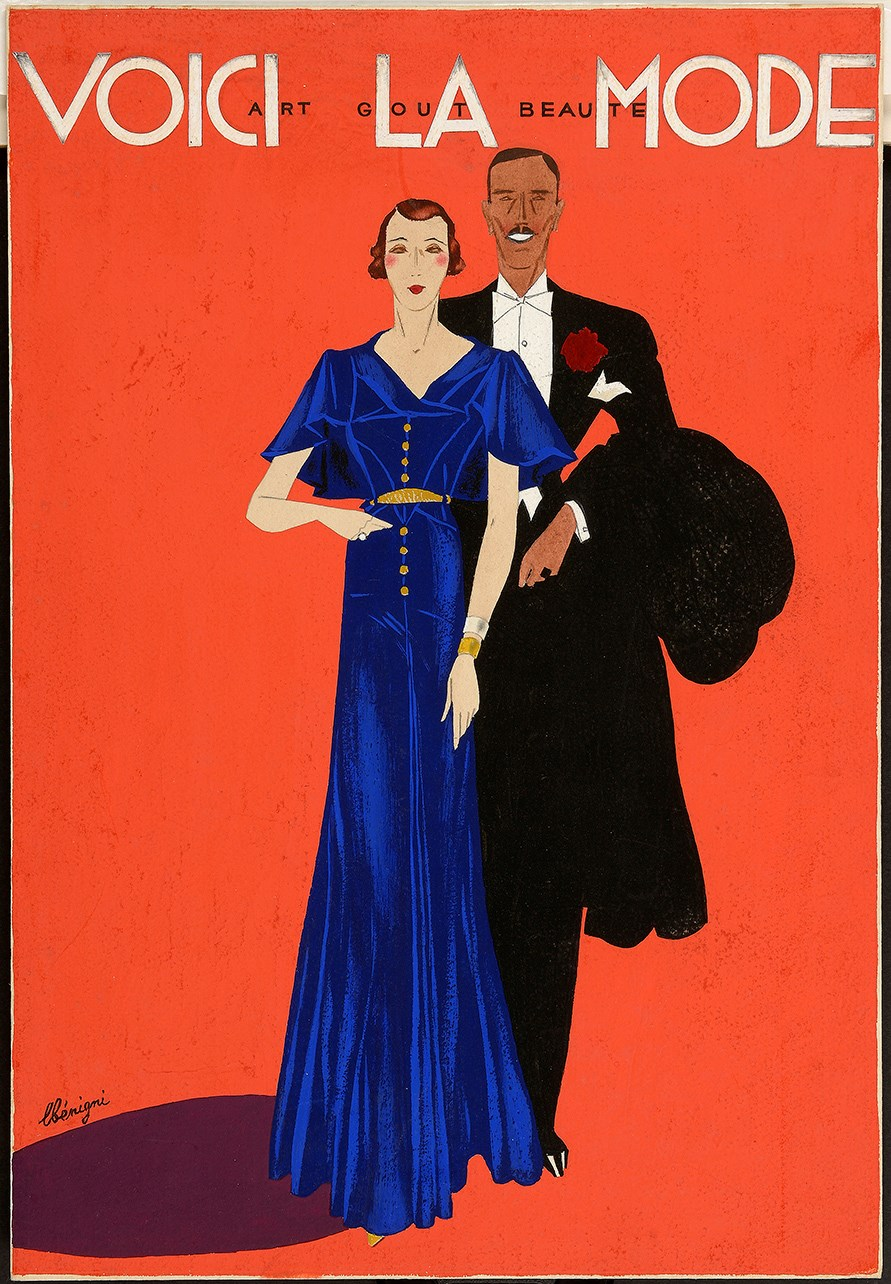
Couverture de Voici la mode AGB, par Benigni (vers 1933).

En mai 1933, le titre est repris par les éditions Édouard Boucherit, fondateur de Modes et Travaux, qui lance Voici la mode, sous-titré « AGB »  ou art goût beauté en beaucoup plus petit sur la couverture, laquelle demeure quelque temps dessinée (entre autres par Léon Benigni), puis devient une image photographique.
Le titre semble disparaître juste après l'exposition universelle de 1937 (Paris), durant laquelle il est présent au « Pavillon de la Mode ».

## Conservation et marché de l'art
Une collection incomplète (1920-1931) a été adjugée pour la somme de 46 600 euros en mai 2012.
Une collection se trouve au Rijksmuseum (Amsterdam) et une autre au Palais Galliera (Paris).